# 通信文化協会
公益財団法人通信文化協会（つうしんぶんかきょうかい、英: Tsushinbunka Association）は、郵政博物館（以前は逓信総合博物館）の運営、前島密賞の贈呈、通信文化の普及啓発に関する事業を行い、手紙コミュニケーションと情報通信・放送の文化を担う公益法人。元総務省（旧郵政省）所管。

## 概要
通信文化協会は、1908年（明治41年）5月、時の逓信大臣後藤新平が通信協会として設立。1910年（明治43年）5月に財団法人逓信協会に改組、1964年（昭和39年）7月に財団法人前島会と合体した。2012年（平成24年）4月に公益法人制度改革に伴い公益財団法人通信文化協会となった。

## 事業
- 公益事業
  - 郵政博物館の運営（東京スカイツリータウン・ソラマチ9F）
  - 前島密賞の贈呈
  - 文化講演会の開催等文化活動
  - 会報誌「通信文化」の発行
  - 全日本切手展の主催（2013年より）
- 収益事業
  - 土地・建物の賃貸事業
  - 逓信ビルの施設管理
- その他の事業
  - 会員等に対する福祉の向上に関する事業